# Gianfranco Conte
Gianfranco Conte (Minturno, 19 dicembre 1952) è un politico italiano. È stato deputato dal 1994 al 2013, prima per Forza Italia e poi per Il Popolo della Libertà.

## Biografia
Laureato in Scienze Politiche. Esponente di Forza Italia, viene eletto per la prima volta alle elezioni politiche del 1994 nel collegio di Formia, in cui con il 41,63% sconfigge Ugo Rivera dell'Alleanza dei Progressisti.
Viene riconfermato nello stesso collegio anche alle elezioni del 1996, battendo con il 51,59% Silvio D'Arco dell'Ulivo, e alle elezioni del 2001, in cui sconfigge con il 51,70% Sandro Bartolomeo dell'Ulivo.
È rieletto nuovamente deputato anche alle elezioni del 2006, diventando tesoriere del gruppo di Forza Italia; alle elezioni del 2008 è infine rieletto per Il Popolo della Libertà.
Nel Governo Berlusconi III è stato Sottosegretario di Stato per i rapporti con il Parlamento insieme a Cosimo Ventucci. È stato il presidente della VI Commissione (Finanze) dal 22 maggio 2008 al 14 marzo 2013, quando poi conclude il proprio mandato parlamentare.

## Incarichi parlamentari

### XII legislatura
- 6ª Commissione Finanze della Camera dei deputati (dal 25/05/1994 al 08/05/1996)
- Commissione parlamentare per le questioni regionali (dal 13/09/1994 al 08/05/1996)

### XIII legislatura
- Vicepresidente della 6ª Commissione Finanze della Camera dei deputati (dal 04/06/1996 al 29/05/2001)

### XIV legislatura
- 5ª Commissione Bilancio, tesoro e programmazione della Camera dei deputati (dal 23/04/2005 al 27/04/2006)
- 6ª Commissione Finanze della Camera dei deputati (dal 20/06/2001 al 23/04/2005)

### XV legislatura
- 6ª Commissione Finanze della Camera dei deputati (dal 20/06/2001 al 23/04/2005)

### XVI legislatura
- Presidente della 6ª Commissione Finanze della Camera dei deputati (dal 22/05/2008 al 14/03/2013)